# Möllenbeck (Mecklenburgische Seenplatte járás)
Möllenbeck település Németországban, Mecklenburg-Elő-Pomeránia tartományban. Lakosainak száma 745 fő (2023. december 31.).

## Népesség
A település népességének változása:
| Lakosok száma | 702  | 700  | 697  | 722  | 738  | 745  |
|               | 2014 | 2017 | 2019 | 2021 | 2022 | 2023 |